# 野獸良民
是一部1998年首映的美國劇情片，由東尼·凱執導，爱德华·诺顿等主演。故事描述一名白人青年Derek怎樣在父親被黑人毒販殺害後，變成新納粹主義者，然後再放棄種族主義的經歷。
本片被IMDB网评为历史上最佳电影的第38位。

## 剧情
故事发生于洛杉矶，以Daniel为视角的旁白来介绍故事。
Derek和Daniel是亲兄弟。他们的父亲是名消防员，一次其父在灭火过程中被一名黑人毒贩杀害，导致Derek走上了迷恋纳粹、种族歧视并虐待黑人等有色人种的道路。一个晚上有三个黑人盗贼来偷Derek的车（那是他父亲留下来的），兩個被Derek杀死，Derek也因此被判“过失致死”而入狱三年。
而入狱前，作为学生Daniel就深受其哥哥的影响，有了同样种族歧视的思想。而就在Derek服刑过程中，在他和狱友相处的日子里，他的种族歧视思想慢慢产生了变化，逐渐认识到那些观念是错误的。出来后，Derek不再和以前那些道友走在一起，因为他想过上人人生而平等的新生活。在他知道弟弟崇拜他后，他坚决要弟弟改正之以避免重蹈覆辙，并告诉了弟弟自己在牢里的故事和经历。
可惜最后思想觉悟后的Daniel在学校厕所里小便时，却被一名此前跟他产生了冲突的黑人学生枪杀。影片最后以林肯的第一次总统就职演说结尾：“我们不是敌人而是朋友，不要当敌人。尽管会有一时冲动，但是切勿伤害我们的友爱。再相逢时，美好回忆会再度浮现。让大家以更好的角度看待人类的本质”。

## 演员
- 爱德华·诺顿 飾 Derek Vinyard
- 愛德華·弗朗 飾 Daniel "Danny" Vinyard
- 比芙莉·安琪魯（英语：Beverly D'Angelo） 飾 Doris Vinyard
- Jennifer Lien 飾 Davina Vinyard
- 伊森·索普 飾 Seth Ryan
- Fairuza Balk 飾 Stacey
- Avery Brooks 飾 Dr. Robert "Bob" Sweeney
- Elliott Gould 飾 Murray
- Stacy Keach 飾 Cameron Alexander
- William Russ 飾 Dennis Vinyard
- Guy Torry 飾 Lamont
- Joseph Cortese 飾 Rasmussen
- 克里斯托弗·馬斯特森 飾 Daryl Dawson

## 評價
本片获得了广泛的好评，烂番茄网给予它83%的积极评价。爱德华·诺顿在此片中的演出尤其受到好評，而他亦憑此角色入圍奥斯卡最佳男主角奖。

## 外部連結
- 官方网站
- 互联网电影数据库（IMDb）上《野獸良民》的资料（英文）
- 爛番茄上《野獸良民》的資料（英文）
- AllMovie上《野獸良民》的资料（英文）
- Box Office Mojo上《野獸良民》的資料（英文）